# Franz von Ballestrem

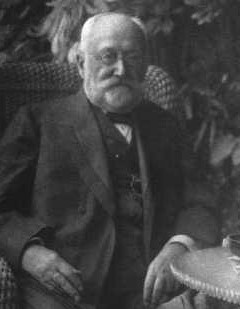
Graf Franz von Ballestrem

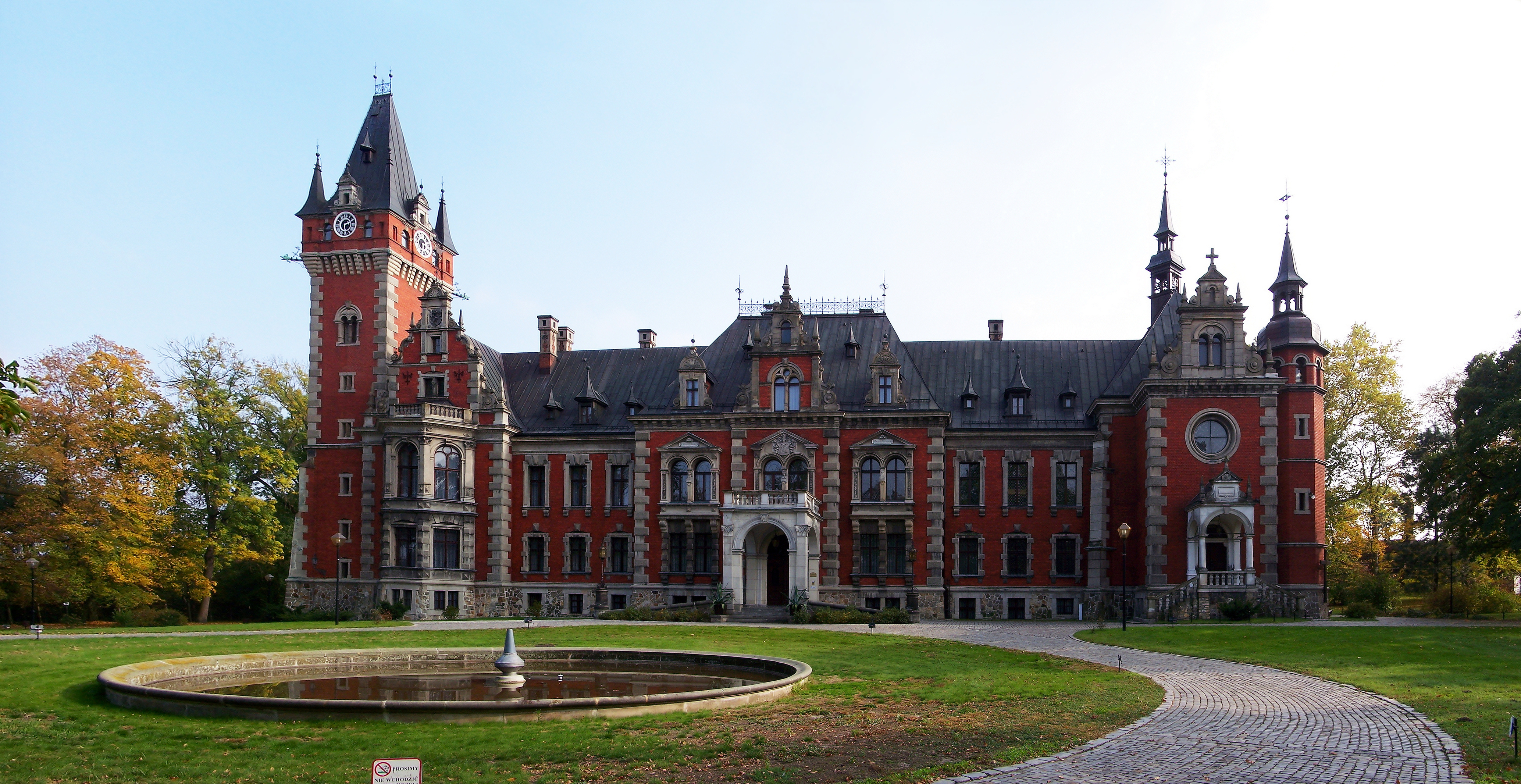
Castle Ballestrem

Franz von Ballestrem, född 5 september 1834 och död 23 december 1910, var en tysk greve och politiker.
von Ballestrem deltog som kavalleriofficer i krigen 1866 och 1870-1871. Han invaldes 1872 i tyska riksdagen och anslöt sig till Zentrumpartiet, vars högra flygel han tillhörde. 1890 blev han första vicepresident. 1893 lämnade han för en valperiod riksdagen men ingick 1898 åter i riksdagen och var 1906 dess president. von Ballestrem var även medlem av preussiska lantdagen, och av representanternas hus från 1891, och av herrehuset som ärftlig ledamot från 1903. Han erhöll 1873 titel av påvlig kammarherre.